# Gare de Tanus
Gare de Tanus vasútállomás Franciaországban, Tanus településen.

## Vasútvonalak
Az állomást az alábbi vasútvonalak érintik:
- Castelnaudary–Rodez-vasútvonal

## Kapcsolódó állomások
A vasútállomáshoz az alábbi állomások vannak a legközelebb:
- Gare de Carmaux
- Gare de Naucelle